# 泉富士夫
泉 富士夫（いずみ ふじお、1947年8月11日-2022年1月28日）は、日本の物理学者。世界中で使われているリートベルト解析プログラムRIETANの開発者である。

## 所属
- 物質・材料研究機構 量子ビームユニット 中性子散乱グループ

## 学位論文
- 1980年3月　筑波大学理学博士 「Crystallization behavior of titanium(4), niobium(5), and tantalum(5) compounds(チタン(4)、ニオブ(5)およびタンタル(5)化合物の結晶化挙動) 」[1]

## RIETAN
X線回折や中性子回折で得られたデータを用いて結晶構造解析を行うために、リートベルト解析を行う。RIETANは、専用のプログラムである。角度分散粉末X線・中性子回折用と、パルス中性子源を利用する粉末中性子回折用の2種類がある。両者は互いに独立したアプリケーションで、前者の最新版はRIETAN-FPであり、後者のそれはRIETAN-TNである。RIETAN-FPはリートベルト解析だけでなく局所的パターンフィッティング、ル・ベール解析、最大エントロピー法に基づく全パターンフィッティングの機能も盛り込んだ多目的パターンフィッティングシステムとなっている。
主な使用用途は、以下の2つである。
- シミュレーション - X線の生データとシミュレーションによる計算結果を比較することにより、試料が作製できたかどうかを確認する。多くはX線回折装置に接続されているパソコン内で検索が出来る。

- リートベルト解析 - 粉末回折データを用い格子定数や各結晶パラメーターを精密化する。